# B. J. Armstrong
Benjamin Roy Armstrong, Jr. (Detroit, 9 de Setembro de 1967), mais conhecido como "B. J." Armstrong, é um ex-jogador profissional de basquetebol estadunidense. Como base, ele fez parte dos Chicago Bulls na NBA nos anos 1990, onde foi campeão por três vezes.

## Primeiros anos
Armstrong nasceu em Detroit, Michigan e frequentou a Brother Rice High School na cidade de Bloomfield, Michigan. Formou-se em 1985.

## Carreira

### Universidade
Armstrong teve uma carreira ilustre na Universidade de Iowa como líder de todos os tempos dos Hawkeyes em assistências com 517 após a formatura; e actualmente está classificado em quarto lugar de todos os tempos. Também ficou em sexto na lista de roubos de bola de todos os tempos (178) e em quarto no total de pontos (1.705). O base lançou 0,443 (136 de 307) da linha de três pontos ao longo de sua carreira de quatro anos com média de 18,6 pontos e 5,4 assistências como sénior. Armstrong recebeu o seu diploma em Iowa em Maio de 1989.

### National Basketball Association

#### Chicago Bulls
Seleccionado pelos Chicago Bulls na primeira ronda do draft da NBA de 1989, Armstrong ajudou a equipa a retornar às finais da Conferência Leste depois de obter 55 vitórias na temporada regular em 1990.
Em 1990-1991, ele ajudou a conquistar o seu primeiro título da NBA contra os Los Angeles Lakers, depois de vencer 61 jogos. Em 1991-1992, Armstrong fez uma média de dois dígitos ao sair do banco para o lugar do veterano John Paxson para ajudar os Bulls a vencerem 67 jogos e o seu segundo título consecutivo. Em 1992-1993, ele alcançou um lugar no cinco inicial, contribuindo para um recorde de 57-25 e terceiro título consecutivo dos Bulls. Ele também reivindicou a coroa de percentagem de três pontos da NBA com uma marca de 0,453.
Em 1993-94, ele emergiu como um líder após a retirada abrupta de Michael Jordan, ficando em terceiro lugar na equipe em pontuação. Ele foi eleito titular no jogo All-Star da NBA em 1994, terminou em segundo lugar na NBA com um percentual de 0,444 em triplos, enquanto liderava a equipe para um recorde de 55-27 e uma saída na segunda ronda dos playoffs.
Armstrong terminou em terceiro na pontuação novamente em 1994–95, quando os Bulls registaram um recorde de 47 vitórias e 35 derrotas, e com Jordan, Scottie Pippen e Toni Kukoč, liderou o time para a segunda ronda novamente.

#### Golden State Warriors
Armstrong foi o primeiro jogador escolhido no Draft de Expansão da NBA em 1995 (via Toronto Raptors), mas se recusou a jogar em Toronto. Ele jogou pelos Golden State Warriors em 1995-1996 e em 1996-1997.

#### Charlotte Hornets
Após quatro jogos na temporada de 1997-98, ele foi adquirido pelos Charlotte Hornets, jogando 62 jogos naquele ano. Ele também jogou 10 jogos pelos Hornets na temporada de 1998-1999, antes de assinar pelos Orlando Magic em Março daquele ano.

#### Orlando Magic
Armstrong assinar pelos Orlando Magic em Março de 1999.

#### Regresso a Chicago
Em 30 de Agosto de 1999, ele assinou novamente pelos Bulls e jogou a temporada de 1999-2000 e aposentou-se no final da temporada, terminando com a equipa que o recrutou e onde passou grande parte da sua carreira como jogador.

## Cargos posteriores
Após a carreira de jogador, Armstrong trabalhou como assistente especial do vice-presidente de operações de basquetebol Jerry Krause. Tendo substituído Paxson como base titular dos Bulls anos antes, Armstrong foi substituído por Paxson como contratado para o trabalho de GM em Chicago quando Krause renunciou em 2003. Armstrong permaneceu com a organização como olheiro por algumas temporadas, deixando os Bulls 2005.
Armstrong trabalhou como analista de basquetebol da série NBA Fast Break da ESPN. Desde 2006, ele também é funcionário do Wasserman Media Group, um grupo de representação e marketing desportivo de Los Angeles, Califórnia, representando atletas profissionais e artistas. Ele actualmente actua como agente do base dos Cavaliers, Derrick Rose, que foi o primeiro jogador selecionado no draft da NBA de 2008. Ele também é agente de Draymond Green, Bismack Biyombo, Donatas Motiejūnas, JaVale McGee, Denzel Valentine e de Josh Jackson.